# Буковиця (Рибниця)
Буковиця (словен. Bukovica) — поселення в общині Рибниця, регіон Південно-Східна Словенія, Словенія.